# Dischistocalyx strobilinus
Dischistocalyx strobilinus är en akantusväxtart som beskrevs av C. B. Cl.. Dischistocalyx strobilinus ingår i släktet Dischistocalyx och familjen akantusväxter. Inga underarter finns listade i Catalogue of Life.